# Norea
Norea é uma divindade na cosmologia gnóstica. Algumas vezes ela é caracterizada como a sizígia de Adão e Eva, ou esposa de Noé, e filha de Adão e Eva. Norea é percebida no pensamento gnóstico como Sophia após a sua desgraça.

## Citação original
Por um longo tempo, Norea foi conhecida pelo sumário de um livro chamado Noria no Panarion (Contra Heresias) de Epifânio de Salamis (cap. 26.1.3-9). De acordo com ele, os Borboritas identificaram Norea com Pirra, a esposa de Deucalião (um personagem grego parecido com Noé), por que nura significa "fogo" em siríaco. Ela queimou a Arca de Noé três vezes, então revelou como recuperar fagulhas roubadas através de emissões sexuais. Em outro trecho, Epifânio diz que os Setianos consideram Oraia (vide abaixo) como esposa de Sete.

## Textos em Nag Hammadi
Mais informação se tornou disponível desde a descoberta da Biblioteca de Nag Hammadi em 1945. Em Hipóstase dos Arcontes, Norea é a filha de Eva e a irmã caçula de Sete; ambos membros da raça pura. Os Arcontes decidem então destruí-lo com um Dilúvio, mas o seu líder, o maligno Demiurgo avisa Noé para que ele construa uma arca, que Norea tenta embarcar. Noé a impede e então ela explode a arcar e a incendeia. Os Arcontes tentam estuprá-la, mas ela pede ajuda a Deus. O anjo Eleleth aparece e assusta os Arcontes antes de revelar as origens dela; ela é uma filha de Deus.
Outro texto de Nag Hammadi, o Pensamento de Norea (ou Ode de Norea) é um relato em primeira pessoa do clamor de Norea a Deus. Já o texto Sobre a Origem do Mundo direciona o leitor a consultar o Relato de Horaia e o Primeiro Livro de Horaia, um dos quais pode ser o mesmo Pensamento de Norea mencionado por Epifânio de Salamis.

## Nomes
Norea tem diversos nomes, incluindo Orea e Horaia, que significam "bela". Acredita-se que o nome derive de uma tradução de Naamah, um nome hebraico que significa "agradável". O demônio Naamah é chamado de "jovem Lilith". Tanto Norea quanto Lilith clamam a Deus para evitar encontros sexuais indesejados. 